# Enea Riboldi
Enea Riboldi , né le 3 août 1954 à Milan et mort le 8 mai 2025 dans la même ville,, est un dessinateur et illustrateur italien.

## Biographie
Enea Riboldi commence sa carrière professionnelle au début des années 1970 en réalisant les crayonnés de plusieurs titres de BD pour le studio Leo Cimpellin, avant de collaborer avec différentes maisons d'édition italiennes (Mondadori, Fabbri, Rizzoli, Dardo, Edifumetto, Edipeiodici), mais aussi avec la RAI, en tant qu'illustrateur pour des programmes télévisés, dans les années 1980, réalisant également des cartes à jouer de War Games ainsi que le design d'objets promotionnels. Ses travaux sont publiés dans différentes revues : Magic Boy, Splatter, Dylan Dog Gigante, Super Book. Il réalise également les couvertures de la version italienne d'Indiana Jones en 1985-1986, ainsi que les couvertures de la série Dampyr. En 1990-1991, il dessine quelques histoires inspirées des aventures de l'alpiniste Walter Bonatti sur des scénarios d'Alfredo Castelli. En parallèle, il travaille en France, au début avec Larousse, Casterman, Dargaud et Glénat. Passionné de voile, il travaille en tant qu'illustrateur au sein de la revue de voile Bolina, et illustre des livres consacrés au nautisme.
Dans la même veine, il publie en France deux volumes de L'Encyclopédie humoristique de la voile sur un scénario Stéphane Germain en 2002-2003, puis la série en quatre tomes Cap Horn sur un scénario de Christian Perrissin entre 2005 et 2013. En 2018, il commence une nouvelle série maritime, L'Aigle des mers sur un scénario de Philippe Thirault.

## Publications
- L'Aigle des mers, scénario Philippe Thirault, Les Humanoïdes Associés

1. Atlantique 1916, 2018

- Cap Horn, scénario Christian Perrissin, Les Humanoïdes Associés

1. La Baie tournée vers l'Est, 2005
2. Dans Le Sillage des Cormorans, 2009
3. L'Ange noir du Paramo, 2011
4. Le Prince de l'âme, 2013

INT. Intégrale, 2014
- Encyclopédie humoristique de la voile, scénario Stéphane Germain, La Sirène

1. Volume 1, 2002
2. Volume 2, 2003

- Nathanaël, scénario Giorgio Cavedon, Elvifrance

1. Le Chevalier des galaxies, 1982
2. Les Amazones, 1982

- Sandokan (Le Tigre de Malaisie) - À la conquête de Kin-Ballu, scénario Graziano Origa, Sagédition, 1976

- Vol solitaire, scénario Antonio Tettamanti, Dargaud 1988